# サッカースペイン代表
サッカースペイン代表（サッカースペインだいひょう、西: Selección nacional de fútbol de España）は、スペインサッカー連盟（RFEF）によって構成される、スペインのサッカーのナショナルチームである。
愛称は「ラ・ロハ（西: La Roja、スペイン語で"赤色"の意）」。日本においては無敵艦隊の愛称で知られる。

## 概要
スペイン代表は、FIFAワールドカップ優勝経験のある8チームのうちの1つである。FIFAランキングで首位に立った経験を持つ8チームのうちの1つでもある。UEFA欧州選手権では最多となる4回の優勝を経験しており、史上初の大会2連覇と欧州選手権、ワールドカップの主要国際大会3連覇を達成している。
元来、国内にレベルの高いラ・リーガを擁し、ワールドカップにも1978年大会年以来連続出場を続けるなど、歴史的に世界でも強豪国の一つとみなされてきた。しかし、レベルが高く熱狂的な国内リーグを持つがゆえに、国民は地元クラブなど支持するクラブへの忠誠心が強く、代表チームに対する国民からの人気はそれほど高くはない。ワールドカップでは、1950年大会で4位になった以外は長らく8強が最高成績であり、「永遠の優勝候補」や「勝てない強豪」などと揶揄された時期もあった。
しかし、2000年代後半頃から高精度のパスと圧倒的なボールキープ力を背景にゲームを支配するポゼッションサッカー「ティキ・タカ」のスタイルを確立し、欧州選手権とワールドカップの優勝など実績を挙げた。なお、スペイン代表はクリーンなプレーでも知られ、2006 FIFAワールドカップ・2010 FIFAワールドカップ・2018 FIFAワールドカップではフェアプレー賞を受賞している。

## 歴史

### 1920年代から1950年代

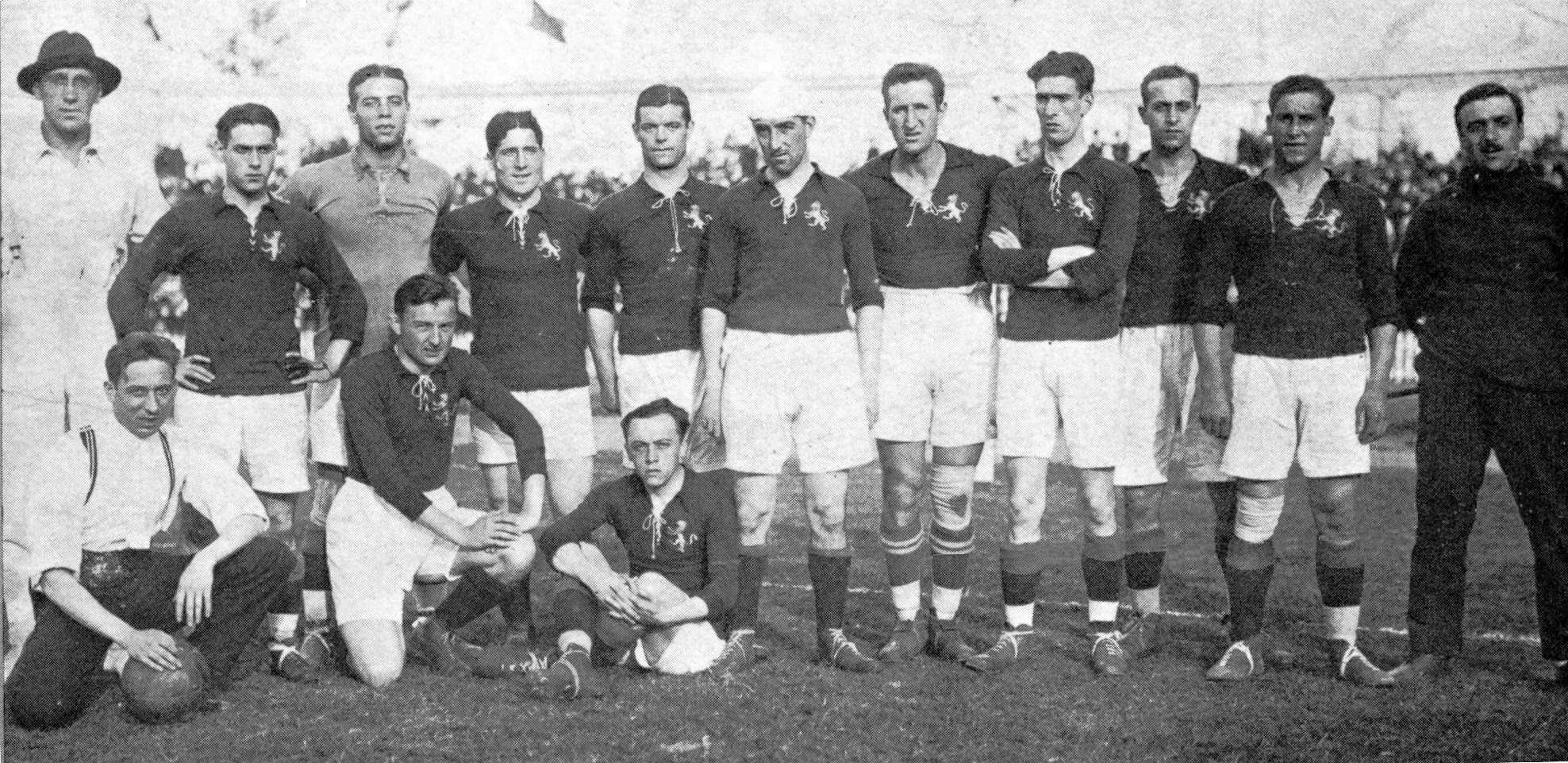
1920年アントワープオリンピックに出場した選手

1920年、ベルギーで開催されたアントワープオリンピック出場を主目的としてスペイン代表が創設された。1回戦はブリュッセルのスタッド・ジョゼフ・マリエンで行なわれ、前回・前々回大会で準優勝したデンマークと対戦。パトリシオ・アラボラーサが決勝点を決めて1-0で勝利した。この得点はスペイン代表の歴史上初得点でもあり、スペインは国（地域）代表戦を行なった世界で28番目の国となった。2回戦では開催国のベルギーと対戦して1-3で敗れた。ベルギーは準決勝でオランダ、決勝でチェコスロバキアを下して優勝しているが、決勝ではチェコスロバキアが試合途中に審判に抗議してピッチから去り、大会結果から除外された。このため、2回戦で敗れた4ヶ国（スペイン、スウェーデン、イタリア、ノルウェー）と準決勝で敗れた2ヶ国（フランス、オランダ）の間で順位決定戦が行なわれ、順位決定1回戦のスウェーデン戦(2-1)、順位決定2回戦のイタリア戦(2-0)、銀メダル決定戦のオランダ戦(3-1)に3連勝したスペインが銀メダルに輝いた。
スウェーデン戦では1点を先行されたが、ホセ・マリア・ベラウステとドミンゴ・ゴメス＝アセードの得点で逆転勝利。イタリア戦ではフェリクス・セスマガが素晴らしい2得点を挙げてメダルを確定させたが、これ以後はUEFA EURO 2012決勝まで92年間も公式戦でイタリアに勝利することがなかった。オランダ戦でもセスマガが2得点し、さらにピチーチも得点して3-1で勝利した。この大会ではパコ・ブル監督がスペイン代表を指揮し、選手はゴメス＝アセード、アラボラーサ、マリアーノ・アラーテ、フアン・アルトーラ、ホアキン・バスケス、ベラウステ、サビーノ・ビルバオ、ラモン・エギアサバル、ラモン・ヒル、リカルド・サモラ、シルベリオ・イサギーレ、ピチーチ、ルイス・オテーロ、フランシスコ・パガサウルトゥンドゥア、ジョゼップ・サミティエール、アグスティン・サンチョ、セスマガ、ペドロ・バジャーナだった。スペイン代表は初めて出場した国際大会で結果を残したが、次に成功を収めるまでには長い時間を要した。
1930年代後半のスペイン内戦中には代表としての活動を停止しており、1938 FIFAワールドカップ地区予選には出場していない。1940年代半ばの第二次世界大戦中も活動を停止していたが、戦後には1950 FIFAワールドカップ・予選に出場し、隣国ポルトガルに1勝1分(5-1、2-2)の成績で本大会出場を決めた。ブラジルで開催された本大会グループリーグではイングランド、チリ、アメリカを抑えて決勝トーナメントに進出。この大会はFIFAワールドカップ史上唯一決勝リーグ方式で優勝国が決められた大会であり、各グループで首位となったウルグアイ、ブラジル、スウェーデン、スペインが優勝を争った。初戦のウルグアイ戦に2-2で引き分けたスペインは、2戦目のブラジルと最終戦のスウェーデンに連敗し、4ヶ国中4位で大会を終えた。チーム内得点王は5得点を挙げたエスタニスラオ・バソラである。
常に「期待外れ」に終わるスペイン代表はその後のFIFAワールドカップで好成績を挙げられず、4位と言う結果は60年間もスペイン代表の最高成績であり続けたが、優勝した2010 FIFAワールドカップで記録が更新された。1960年には欧州ネイションズカップ（現在のUEFA欧州選手権）が初開催され、スペインも1960 欧州ネイションズカップ予選に出場した。アルゼンチン出身フランス人のエレニオ・エレーラ監督とイタリア人のDaniel Newlanコーチに率いられ、予選1回戦ではポーランドに2試合合計7-2で勝利したが、政治的な理由で準々決勝のソ連との対戦を拒否し、予選から撤退した。アルフレッド・ディ・ステファノに導かれた1962 FIFAワールドカップ・予選ではウェールズを2試合合計3-2で下し、大陸間プレーオフではモロッコ（アフリカ代表）を2試合合計4-2で下して本大会出場を決めたが、本大会グループリーグでは1勝2敗の最下位に終わった。

### 1960年代から1980年代
1964年には1964 欧州ネイションズカップの開催国となり、初優勝を飾った。前評判の高かったハンガリーに2-1で勝利し、決勝では4年前に対戦を拒否したソ連に勝利して優勝を決めた。終盤まで1-1の同点だったが、84分にマルセリーノ・マルティネスが決勝点を決め、1920年のアントウェルペンオリンピック以来44年ぶりに主要国際タイトルを獲得した。1976年にはスペインが1982 FIFAワールドカップの開催国に決定した。この大会から出場国が24ヶ国となり、ホセ・サンタマリア監督率いるチームへの期待は高かった。1次グループリーグではホンジュラス、ユーゴスラビア、北アイルランドと同組となり、1勝1分1敗（勝点4）の2位で2次グループリーグに進出。2次グループリーグでは西ドイツ、イングランドと同組となったが、1分1敗の最下位で敗退し(欧州大陸開催のFIFAワールドカップで、開催国が決勝トーナメントに進出できなかったのは初)、サンタマリア監督は解任された。
1969年に暫定監督を務めたミゲル・ムニョスは、1982年にスペイン代表の正式な監督に就任。UEFA欧州選手権1984予選ではオランダ、アイルランド、アイスランド、マルタと同組のグループ7となった。最終節を前にしてスペインはオランダに次ぐグループ2位であり、本大会に出場するには最終節のマルタ戦に11点差以上で勝利する必要があった。ハーフタイムの時点では3-1だったが、後半に9得点して12-1で勝利し、オランダに逆転での本大会出場を決めた。本大会グループリーグではルーマニア、ポルトガル、西ドイツと同組のグループBに組み込まれ、ルーマニア戦とポルトガル戦は1-1の引き分けだったが、西ドイツには1-0で勝利し、首位での決勝トーナメント進出を決めた。準決勝のデンマーク戦は延長を終えて1-1の引き分けであり、PK戦に5-4で勝利して決勝進出を決めた。決勝のフランス戦前半は0-0だったが、後半に2失点して0-2で敗れ、20年ぶりの優勝はならずに準優勝だった。
1986 FIFAワールドカップ・ヨーロッパ予選ではスコットランド、ウェールズ、アイスランドと同組のグループ7を勝ち抜いて本大会出場を決めた。メキシコで開催された1986 FIFAワールドカップのグループリーグ初戦ではブラジルに敗れたが、北アイルランドとアルジェリアには勝利して決勝トーナメント進出を決めた。決勝トーナメント1回戦のデンマーク戦ではエミリオ・ブトラゲーニョの4得点などで5-1と快勝したが、準々決勝のベルギー戦は1-1の引き分けに終わり、PK戦を4-5で落として敗退が決まった。引き続きムニョス監督が指揮を執り、UEFA欧州選手権1988予選ではオーストリア、ルーマニア、アルバニアなどがいたグループを印象的な成績で通過。UEFA欧州選手権1988本大会グループリーグではデンマークを3-2で破ったが、イタリアと西ドイツにはそれぞれ0-1と0-2で敗れてグループリーグ敗退となった。

### 1990年代から2000年代

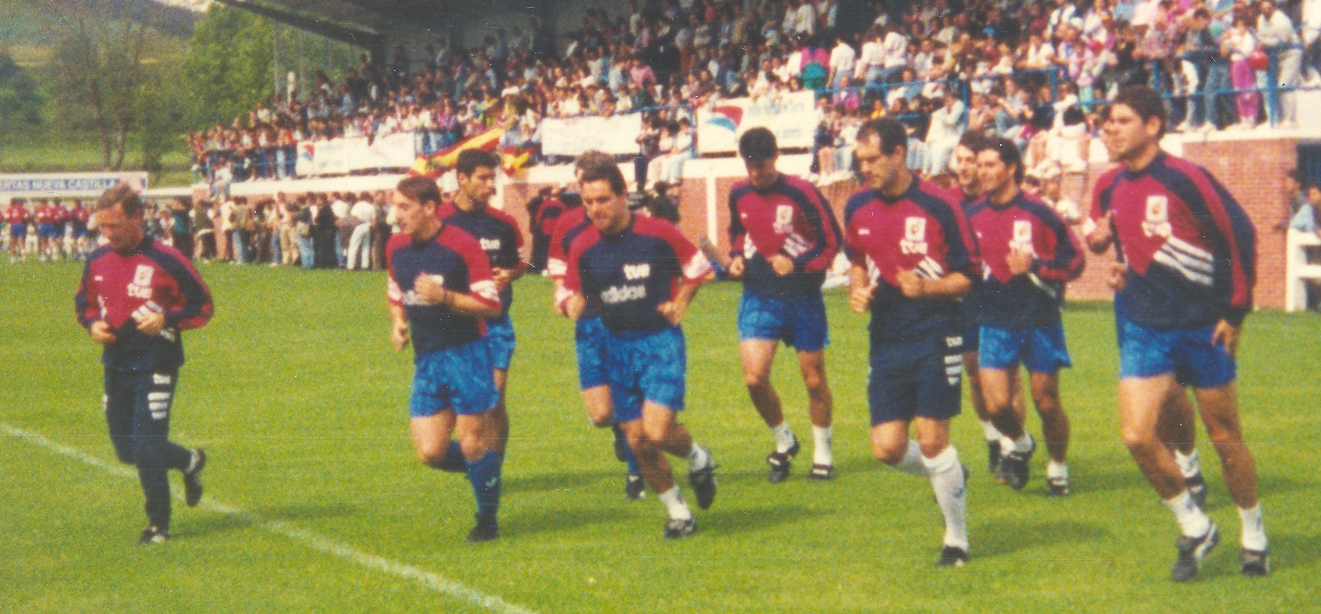
練習中のハビエル・クレメンテ監督（左端）と選手たち

ルイス・スアレス監督が就任し、1990 FIFAワールドカップ・ヨーロッパ予選ではアイルランド、ハンガリー、北アイルランド、マルタのいるグループを首位で本大会出場を決めた。本大会グループステージではウルグアイと0-0で引き分けたが、韓国に3-1、ベルギーに2-1でそれぞれ勝利してノックアウトステージに進出。しかし1回戦でユーゴスラビアに延長戦の末1-2で敗れた。UEFA EURO '92予選はビセンテ・ミエーラ監督が率いたが、フランスとチェコスロバキアに次ぐグループ3位となって本大会出場を逃した。ミエーラ監督は1992年夏にバルセロナオリンピックに出場するスペイン代表も率い、こちらは金メダルを獲得した。1992年にはハビエル・クレメンテ監督が就任し、1994 FIFAワールドカップ・ヨーロッパ予選では8勝3分け1敗で本大会出場を決めた。本大会グループステージでは、韓国に2-2、ドイツに1-1、ボリビアに3-1で勝利の1勝2分けのグループ2位で突破を決めた。ノックアウトステージではスイスに3-0で勝利したが、準々決勝では1-2でイタリアに敗れた。
UEFA EURO '96予選ではデンマーク、ベルギー、キプロス、マケドニア、アルメニアと同居したグループを勝ち進んだ。イングランドで開催された本大会グループステージではブルガリア、フランス、ルーマニアと対戦し、最初の2戦はいずれも1-1の引き分けだったが、ルーマニアには2-1で勝利し2位で通過。準々決勝では開催国のイングランドと対戦し、延長を終えてもスコアレスで、PK戦を4-2で制したイングランドが準決勝に勝ち上がった。1998 FIFAワールドカップ・ヨーロッパ予選ではユーゴスラビア、チェコと同じく無敗で本大会出場を決めた。クレメンテ監督にとって2度目のワールドカップ本大会となる1998年大会には初めて32チームが出場してフランスで開催された。グループステージではナイジェリアに敗れ、パラグアイと引き分け、ブルガリアに勝利し、得失点差は1位だったが、勝点4のグループ3位で敗退した。
UEFA EURO 2000予選の第1節でキプロスに2-3で敗れると、クレメンテ監督が解任されてホセ・アントニオ・カマーチョ監督が就任した。予選の残り試合に全勝して本大会出場を決めると、本大会グループステージ初戦ではノルウェーに1-0で敗れたが、スロベニアに2-1、ユーゴスラビアに4-3で連勝してグループ1位となった。しかし、準々決勝ではワールドカップ王者フランスに1-2で敗れた。2002 FIFAワールドカップ・ヨーロッパ予選ではオーストリア、イスラエル、ボスニア・ヘルツェゴビナ、リヒテンシュタインと同組となり、首位通過した。日本と韓国で共催された本大会ではスロベニアに3-1、パラグアイに3-1、南アフリカに3-2でそれぞれ勝利し、ノックアウトステージ1回戦でもアイルランドにPK戦で勝利したが、準々決勝の韓国戦では2度ゴールネットを揺らすものも不可解な判定で取り消しとなり、2試合連続のPK戦の末に敗れた。UEFA EURO 2004では開催国のポルトガル、ロシア、ギリシャと同組となった。ロシアには1-0で勝利し、ギリシャとは1-1で引き分けたが、引き分けでも必ず勝ち上がりを決められるポルトガル戦を0-1で落とし、ノックアウトステージへの道を断たれた。大会後にはイニャキ・サエス監督が解任されてルイス・アラゴネス監督が就任した。
2006 FIFAワールドカップ・ヨーロッパ予選ではセルビア・モンテネグロ、ボスニア・ヘルツェゴビナ、ベルギー、リトアニア、サンマリノと同組となったが、全10試合で1失点のセルビア・モンテネグロに次ぐグループ2位となり、プレーオフでスロバキアを破って本大会出場を決めた。ドイツで開催された本大会グループステージではウクライナに4-0、チュニジアに3-1、サウジアラビアに1-0でそれぞれ勝利して突破したが、ノックアウトステージ1回戦でフランスに1-3で敗れた。大会終了後にはブラジルとともにFIFAフェアプレー賞を受賞した。

### スペイン黄金期

#### UEFA EURO 2008 優勝
| カシージャス (C) ラモス マルチェナ プジョル カプデビラ セスク セナ シャビ・エルナンデス イニエスタ シルバ トーレス |
| UEFA EURO 2008決勝のスタメン                                                                                       |

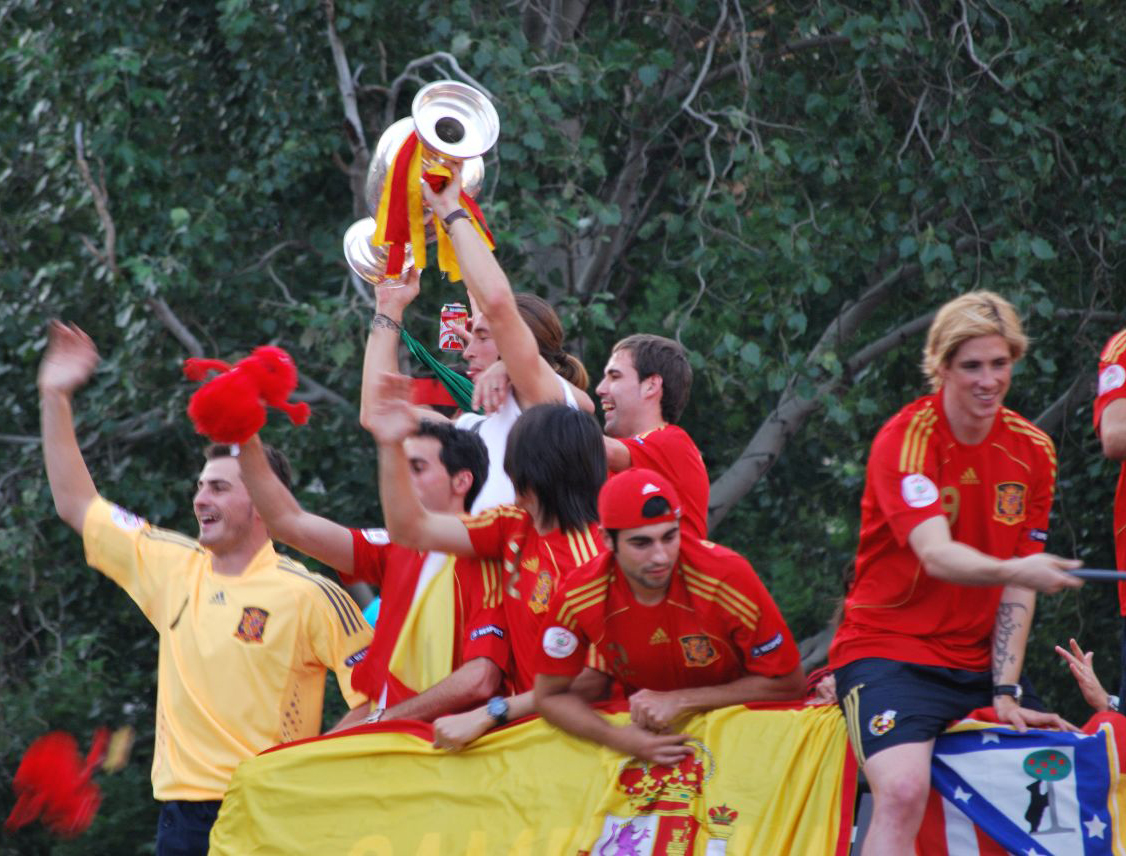
UEFA EURO 2008優勝を祝う選手（マドリードにて）

2006 FIFAワールドカップでの敗退後、アラゴネス監督は後にティキ・タカと呼ばれることになるショートパス主体で、選手の連動性を重視したパスサッカースタイルの確立を推し進めた。ガーディアン紙のラファエル・ホーニヒシュタンは「トータルフットボールの重要な改良であり、選手のポジション変更を当てにした戦術である」と表現した。当初は非常に苦しんだUEFA EURO 2008予選でも、2007年ころからは次第に調子を上げていき、最終的には獲得可能な勝点36のうち28を獲得して本大会出場を決めた。スイスとオーストリアで共催されたUEFA EURO 2008本大会では第12位のシード順だったが、ロシアに4-1で、スウェーデンと前回王者のギリシャに2-1で勝利してグループDを首位通過した。準々決勝のイタリア戦はスコアレスドローの結果行われたPK戦に4-2で勝利し、準決勝では再びロシアと対戦して3-0で勝利した。ウィーンのエルンスト・ハッペル・シュタディオンで行なわれたドイツとの決勝では、フェルナンド・トーレスが33分に試合唯一の得点を挙げて1-0で勝利。1964年以来となる主要大会制覇を果たした。スペインは各国中最多の12得点を挙げ、4得点のダビド・ビジャが得点王となった。シャビ・エルナンデスが大会最優秀選手賞を受賞し、スペインから9人もの選手がチーム・オブ・ザ・トーナメントに選出された。

#### FIFAコンフェデレーションズカップ2009 3位

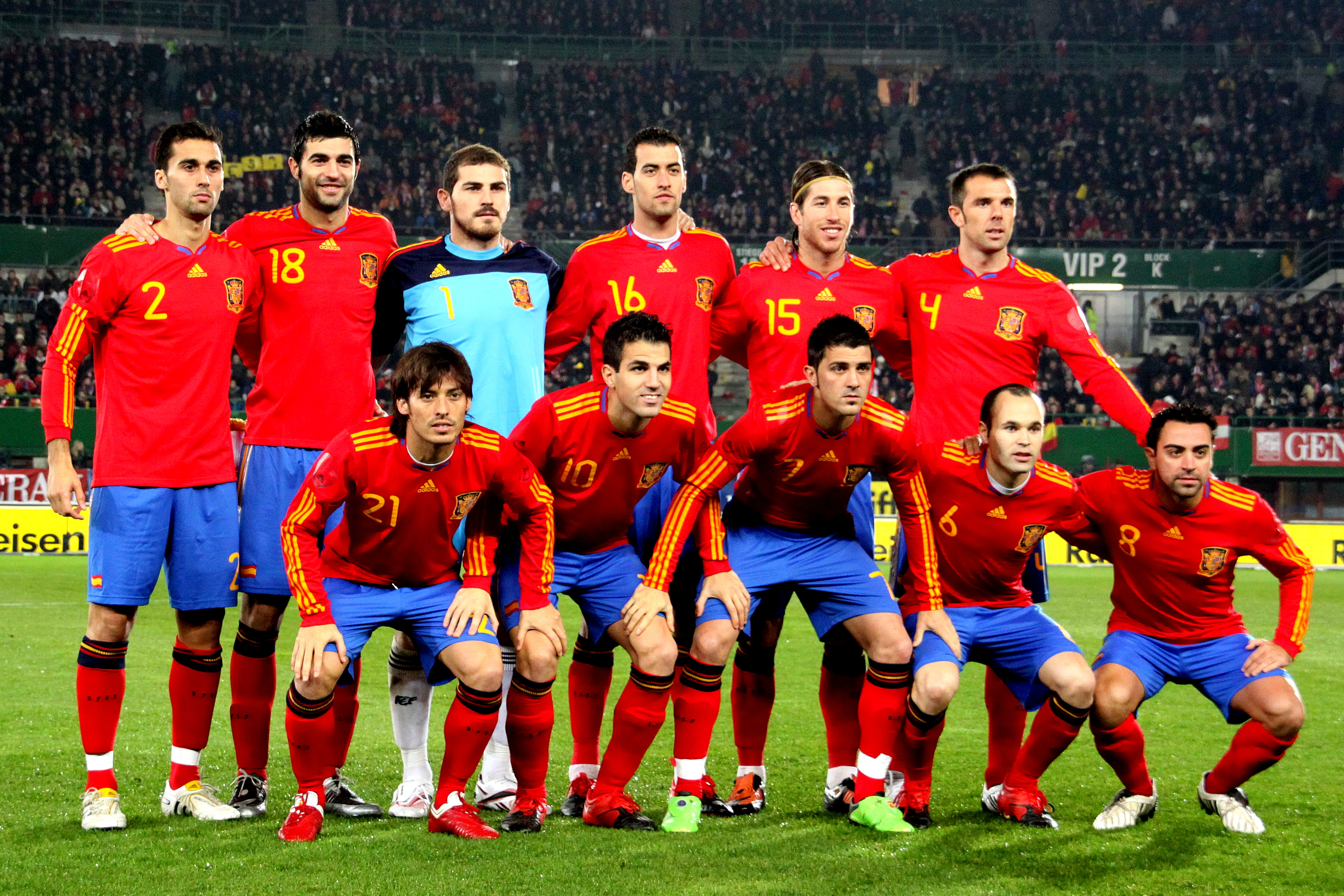
スペイン代表 (2009年)

アラゴネス監督はEURO 2008後に退任し、ビセンテ・デル・ボスケ監督が就任。2008年の1年間にはビジャが16試合に出場して15得点を挙げ、1999年にラウル・ゴンサレスが記録した年間（暦年）の最多得点数（10得点）を更新した。ビジャは2009年2月11日のイングランド戦でも得点して6試合連続得点を記録し、スペイン代表の連続得点記録（5試合連続）を塗り替えた。デル・ボスケ監督は初采配試合から10連勝を飾り、1969年にブラジル代表を率いたジョアン・サルダーニャ監督が記録した初采配試合からの連続勝利記録（9試合）を塗り替えた。
2009年には南アフリカで開催されたFIFAコンフェデレーションズカップ2009に出場し、初戦のニュージーランド戦ではトーレスが大会史上最速のハットトリックを達成するなどして5-0で快勝。イラク戦(1-0)と南アフリカ戦(2-0)にも勝利してグループリーグを勝ち上がった。15連勝を記録するとともに、2006年から続いていた連続無敗記録を35試合に伸ばしたが、準決勝のアメリカ戦に0-2で敗れて記録が途絶えた。3位決定戦の南アフリカ戦では延長戦の末に3-2で勝利した。

#### 2010 FIFAワールドカップ 優勝
| カシージャス (C) ラモス ピケ プジョル カプデビラ シャビ ブスケツ アロンソ ペドロ イニエスタ ビジャ |

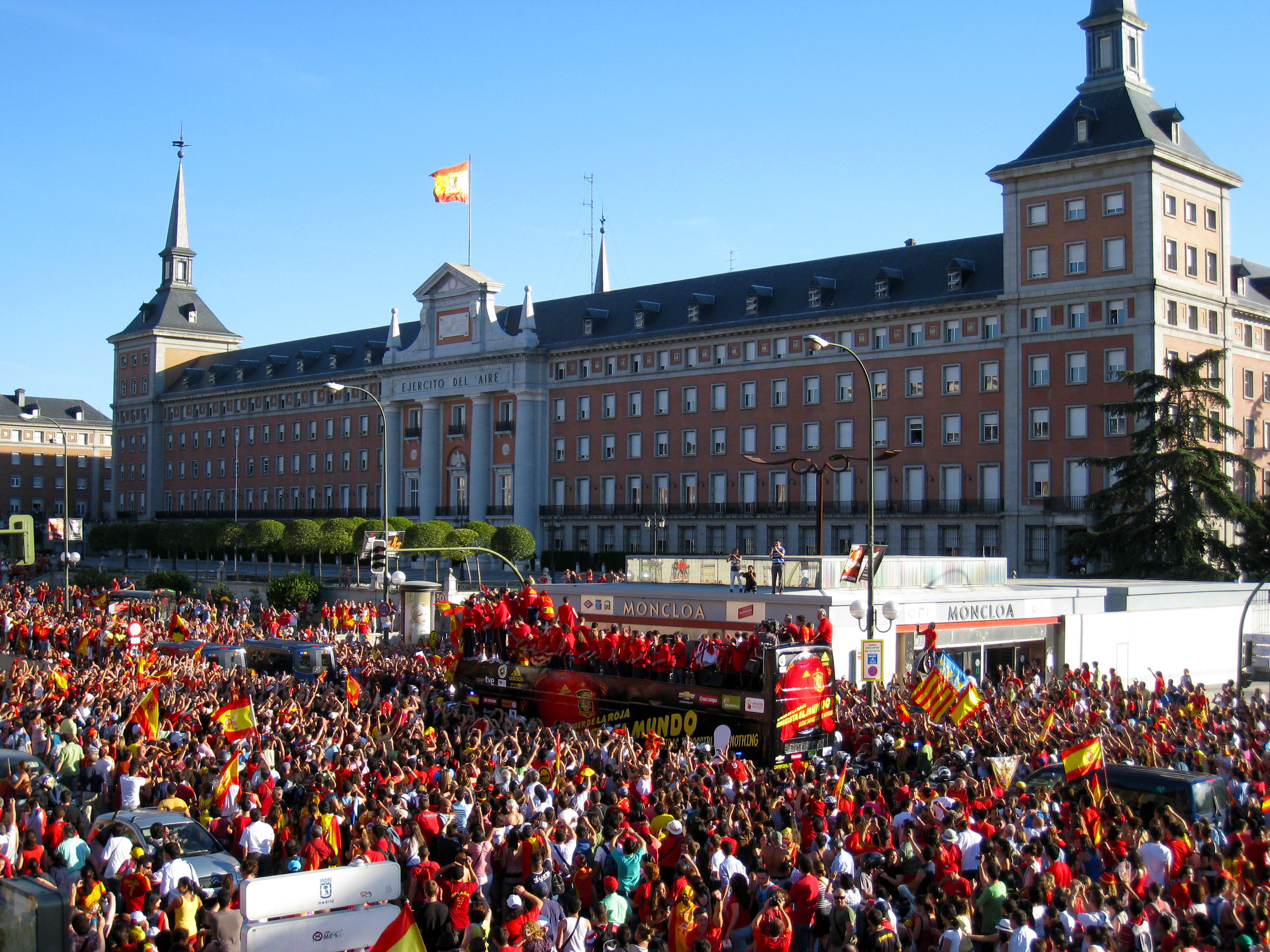
2010 FIFAワールドカップ後の優勝パレード

| 2010 FIFAワールドカップ・決勝のスタメン                                                            |

2010 FIFAワールドカップ・ヨーロッパ予選ではエストニアやボスニア・ヘルツェゴビナ戦にも勝利し、10戦全勝で予選を終えた。前評判では優勝候補の筆頭として2010 FIFAワールドカップに臨み、大会での躍進が期待された。南アフリカで開催された本大会グループリーグではスイス、ホンジュラス、チリと同組となり、初戦のスイス戦には0-1で敗れたが、ホンジュラス戦にはビジャの2得点で、チリ戦には2-1で勝利した。決勝トーナメント1回戦ではポルトガルに1-0で勝利し、準々決勝ではパラグアイに1-0で勝利した。1950年大会以来となる4強入りを決め、準決勝のドイツ戦ではカルレス・プジョルが頭で決勝点を決めて決勝に進んだ。決勝のオランダ戦は延長までもつれ込んだが、セスク・ファブレガスのパスからアンドレス・イニエスタが決勝点を挙げ、スペインは初のFIFAワールドカップ優勝を飾った。決勝は非常に荒っぽい試合となり、スペインは5枚、オランダは9枚のイエローカードと1枚のレッドカードを提示され、決勝での最多カード数を更新した。スペインは8得点2失点で大会を終えたが、得点と失点のいずれも大会最少記録となった。また、決勝までの4試合を無失点で終えた初のチームとなり、開幕戦に敗れながら優勝した初の国となった。過去に自国が存在する大陸以外の国で優勝したのはブラジル（スウェーデンで開催された1958年大会、日本と韓国で共催された2002年大会で優勝）だけであり、またヨーロッパ外で開催された大会で優勝したヨーロッパ初の国となった。また、ヨーロッパの他の優勝経験国（イタリア、ドイツ、イングランド、フランス）はいずれも自国開催大会での優勝経験がある。連続するFIFAワールドカップとUEFA欧州選手権をいずれも優勝したのは1972年大会～1974年大会の西ドイツ、1998年大会～2000年大会のフランスに次いで3チーム目であり、地元開催の大会を含まない達成は史上初となった。スペインは2大会連続でFIFAフェアプレー賞を受賞し、多くの選手が個人賞を受賞した。2失点に抑えたキーパーのイケル・カシージャスはゴールデングローブ賞を受賞し、5得点1アシストのビジャはブロンズボール（優秀選手賞）とシルバーブーツ（得点ランキング2位）を受賞した。

#### UEFA EURO 2012 優勝
| カシージャス (C) アルベロア ピケ ラモス アルバ ブスケツ シャビ アロンソ セスク イニエスタ シルバ |

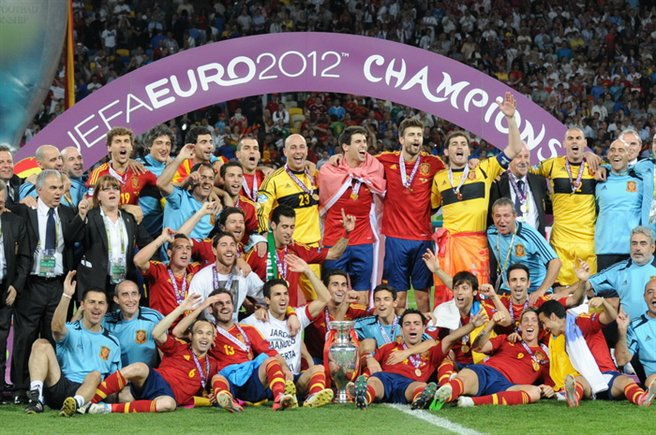
UEFA EURO 2012のトロフィーを掲げる選手

| UEFA EURO 2012決勝のスタメン                                                                     |

UEFA EURO 2012予選では前回大会同様に第1ポットからグループIに組み入れられ、チェコ、スコットランド、リトアニア、リヒテンシュタインと同組となった。全8試合に勝利して本大会出場を決めた。
UEFA EURO 2012本大会ではグループCに組み入れられ、イタリア、クロアチア、アイルランドと同組となった。第1戦のイタリア戦では、61分にアントニオ・ディ・ナターレに先制点を決められたが、64分にスペインのダビド・シルバがセスクにパスを通し、セスクがジャンルイジ・ブッフォンを破る同点ゴールを決めたため、試合は1-1の引き分けに終わった。2戦目のアイルランド戦ではトーレスが4分に先制点を挙げ、前半終了までに追加点は生まれなかったが、49分にシルバがスペインの2点目を決めた。70分にはシルバのアシストからトーレスが自身2点目を決め、シルバのコーナーキックからセスクが駄目押しの4点目を決めた。3戦目のクロアチア戦は予想以上に厳しい試合となり、イヴァン・ストリニッチやイヴァン・ペリシッチなどの相手攻撃陣に幾度もチャンスを作られたが、キーパーのカシージャスが問題なく処理した。試合はスコアレスドローに向かって進んでいたが、途中出場のヘスス・ナバスが88分に決勝点を挙げた。スペインはグループリーグ3試合を2勝1分で終え、グループ首位で決勝トーナメント進出を決めた。
準々決勝ではフランスと対戦。左サイドバックのジョルディ・アルバのアシストからシャビ・アロンソがヘディングで先制点を決めた。後半にはフランスのアントニー・レヴェイエールがペドロ・ロドリゲスを倒し、シャビ・アロンソがPKで追加点を挙げて試合を決定づけた。準決勝ではポルトガルと対戦。ポルトガルは準々決勝でチェコと対戦し、試合終盤にクリスティアーノ・ロナウドが決勝点を挙げて勝利していた。ポルトガル戦は予想よりも難しい試合となり、多くの決定機を作られたが、なんとか無失点に抑えた。スペインは徐々に改善の兆しを見せたが、延長戦でも得点を挙げることはできず、試合はPK戦に持ち込まれた。フランス戦でPKを成功させていたシャビ・アロンソがスペインの1番手キッカーとなったが、ルイ・パトリシオに止められた。ポルトガルの1番手であるジョアン・モウティーニョのキックをカシージャスがセーブして五分となると、4番手のブルーノ・アルヴェスが外したポルトガルに対してスペインは2人目から5人目までがすべてPKを成功させ、PK戦に4-3で勝利したスペインが1964年大会、1984年大会、2008年大会に続いて4度目となる決勝進出を決めた。なお、スペインの4番手のセルヒオ・ラモスはパネンカと呼ばれるチップキックでPKを決めている。決勝はグループリーグ初戦でも対戦したイタリア戦となり、4-0で快勝して優勝を決めた。スペインは開始直後から試合を支配し、14分にはシルバが先制点を、41分にはアルバが追加点を挙げ、2-0で前半を折り返した。イタリアは3人の交代枠を使い切った後にティアゴ・モッタがハムストリングを負傷し、10人での試合続行を余儀なくされた。スペインは84分にトーレスが、88分にフアン・マヌエル・マタが追加点を挙げ、4-0で勝利して大会2連覇を果たした。
UEFA EURO 2008、2010 FIFAワールドカップ、UEFA EURO 2012で優勝したスペインは、主要国際大会3連覇を果たした初の国代表となった。なお、ウルグアイは1924年にパリオリンピックとコパ・アメリカ1924を制したが、コパ・アメリカ1925では大会中に撤退し、主要国際大会3連覇の可能性を自ら消した。また決勝に4点差で勝利したスペインはUEFA欧州選手権決勝での最大得点差勝利記録を更新した。それまでの記録は、UEFA欧州選手権1972決勝で西ドイツがソ連に3-0で勝利した際の3点差だった。スペインはUEFA欧州選手権で3回目の優勝を果たし、それまで単独で最多優勝記録を持っていたドイツに並んだ。スペインはグループリーグ初戦から決勝までの試合で得失点差11（12得点1失点）を記録しているが、これは大会通算での最大得失点差記録となった。それまでの記録はUEFA欧州選手権1984のフランス（9点差、12得点3失点）だが、フランスはスペインより1試合少ない5試合で記録した数字である。デル・ボスケ監督はFIFAワールドカップとUEFA欧州選手権それぞれの優勝監督となったが、これはヘルムート・シェーン監督（西ドイツ）に次いで2人目の記録である。代表での両国際大会に加えてクラブでUEFAチャンピオンズリーグを制したのはデル・ボスケ監督が初である。2000年代前半までのスペイン代表に対するネガティブな評価は一変し、サッカー史上最高のチームのひとつとの呼び声さえも聞こえるようになった。フランスのレキップ紙はゲーリー・リネカーの有名な発言を言い換え、「サッカーは11人対11人で戦うスポーツであり、結局はスペインの勝利に終わる」と書いた。イギリスのガーディアン紙は「（2000年代末から2010年代初頭のスペイン代表は）永遠にスペイン代表の黄金時代として語られ、（過去・未来の）いかなるチームも比肩できないだろう。」と書いた。

#### 2014 FIFAワールドカップ
グループBで、前回大会の決勝戦と同カードとなった初戦のオランダ戦では、前半にPKで先制するものの、ロビン・ファン・ペルシとアリエン・ロッベンに2ゴールずつを許すなど、試合後ファン・ペルシが「6点目、7点目、8点目が入ってもおかしくなかった」と語るような展開で1-5の惨敗、第2戦のチリ戦では、所属クラブでお世辞にも十分な出場機会を得たとはいえず、その試合勘の鈍さからかチャンピオンズリーグ決勝でもミスを犯し、ワールドカップ初戦でもミスを犯したイケル・カシージャスが相手に2点目を許すミスを犯すなどし、0-2で敗れ連敗。今回の登録メンバーの中に3つのコンペティションでスペイン勢が最後まで優勝争いを繰り広げていた事が却ってそのクラブに所属する主力選手のコンディションを落としてしまい、スペイン代表としては1998年フランス大会以来となる1次リーグ敗退が決定。前回大会王者がグループリーグで敗退するのは2010年南アフリカ大会におけるイタリア代表に続き2大会連続5度目だが、前回大会王者が開幕からの2連敗でグループリーグ敗退を喫したのはワールドカップ史上初となった。

### 2015年から2020年代

#### UEFA EURO 2016
予選ではグループCに属し、首位通過で9回目の本大会出場を決めた。本大会ではグループDに属し、初戦のチェコ戦、第2戦のトルコ戦で連勝し2試合目でグループリーグ突破を決めた。だが第3戦のクロアチア戦で敗れたため、グループ2位で通過となった。ラウンドオブ16では、前大会の決勝で4-0と勝利したイタリアと対戦したが0-2で敗れてしまい、史上初のUEFA EURO3連覇はならなかった。敗退後の2016年6月30日、ビセンテ・デル・ボスケ監督は辞任を表明しスペイン代表での8年にわたる指揮を終えた。

#### 2018 FIFAワールドカップ
UEFA EURO 2016終了後、2016年7月にフレン・ロペテギがスペイン代表監督に就任した。しかし、2018 FIFAワールドカップの開幕前日の2018年6月13日、スペイン・サッカー連盟はロペテギ監督を解任したと発表した。後任にはフェルナンド・イエロが就任した。
グループBでは、初戦のポルトガル戦でリードしながらもクリスティアーノ・ロナウドにハットトリックを許し3-3の引き分け、続くイラン戦には1-0で勝利するも、第3戦モロッコ戦では先制され追いついたものの再びリードを許す展開で、後半アディショナルタイムのイアゴ・アスパスのゴールで追いつき引き分け、ポルトガルと勝点5で並ぶが総得点の差で1位となり、優勝した2010年以来2大会ぶりに決勝トーナメントに進出した。グループA2位で開催国のロシアを相手に先制するもPKを与えてしまい追いつかれ、その後前後半通じてボール支配率では圧倒しながらもゴールは決まらず、そのまま延長でも決着がつかなかったためPK戦にもつれ込んだ。PK戦ではコケ、アスパスの2人が外し、結局3-4で敗れた。敗戦後、MFのイニエスタが代表からの引退を発表。大会終了後の2018年7月、ルイス・エンリケが監督に就任した。

#### UEFA EURO 2020
1年延期され2021年に開催されたUEFA EURO 2020ではグループステージを2位で通過。ラウンドオブ16ではクロアチア、準々決勝ではスイスに勝利するも、準決勝でイタリアに敗れた。

#### 2022 FIFAワールドカップ
本大会ではグループEに入り、スペインはドイツ、日本、コスタリカと同じ組に入った。初戦のコスタリカ戦ではダニ・オルモの先制ゴールを皮切りに、相手にシュートを1本も許さず7-0で勝利（ボール支配率82％、シュート16本）。しかし、2戦目のドイツ戦では後半にアルバロ・モラタの2試合連続ゴールで先制するも、終盤に追いつかれて1-1の引き分けに終わる。負け以外で決勝トーナメント進出が決定する3戦目の日本戦では前半にアルバロ・モラタの3試合連続ゴールで先制するが、後半に堂安律と田中碧のゴールで2点を奪われて1-2で逆転負けを喫し、日本に史上初の敗戦を喫した（ボール支配率83％、パス成功率91％、パス本数1058本、シュート12本）。(日本はボール支配率17％、パス成功率67％、パス本数228本、シュート本数6本)（スペインがアジアのチームに敗れたのは全てを通してこれが初めてである）。それでも得失点差でドイツに勝ち、グループ2位で決勝トーナメントに進出した。決勝トーナメント1回戦はFIFAランキング2位のベルギーを下すなどグループF1位通過のモロッコと対戦した。終始攻め続けたが得点を挙げることはできず、0-0のまま延長戦でも決着はつかずPK戦にもつれ込む。スペインは1番手のパブロ・サラビアのシュートがポストにはじかれると続く2人のシュートがヤシン・ブヌに止められて、最後はモロッコの4人目アクラフ・ハキミに決められたところで試合終了。2大会連続のベスト16敗退となった。大会終了を待たずしてエンリケ監督の退任とルイス・デ・ラ・フエンテの監督就任が決定した。

#### UEFA EURO 2024

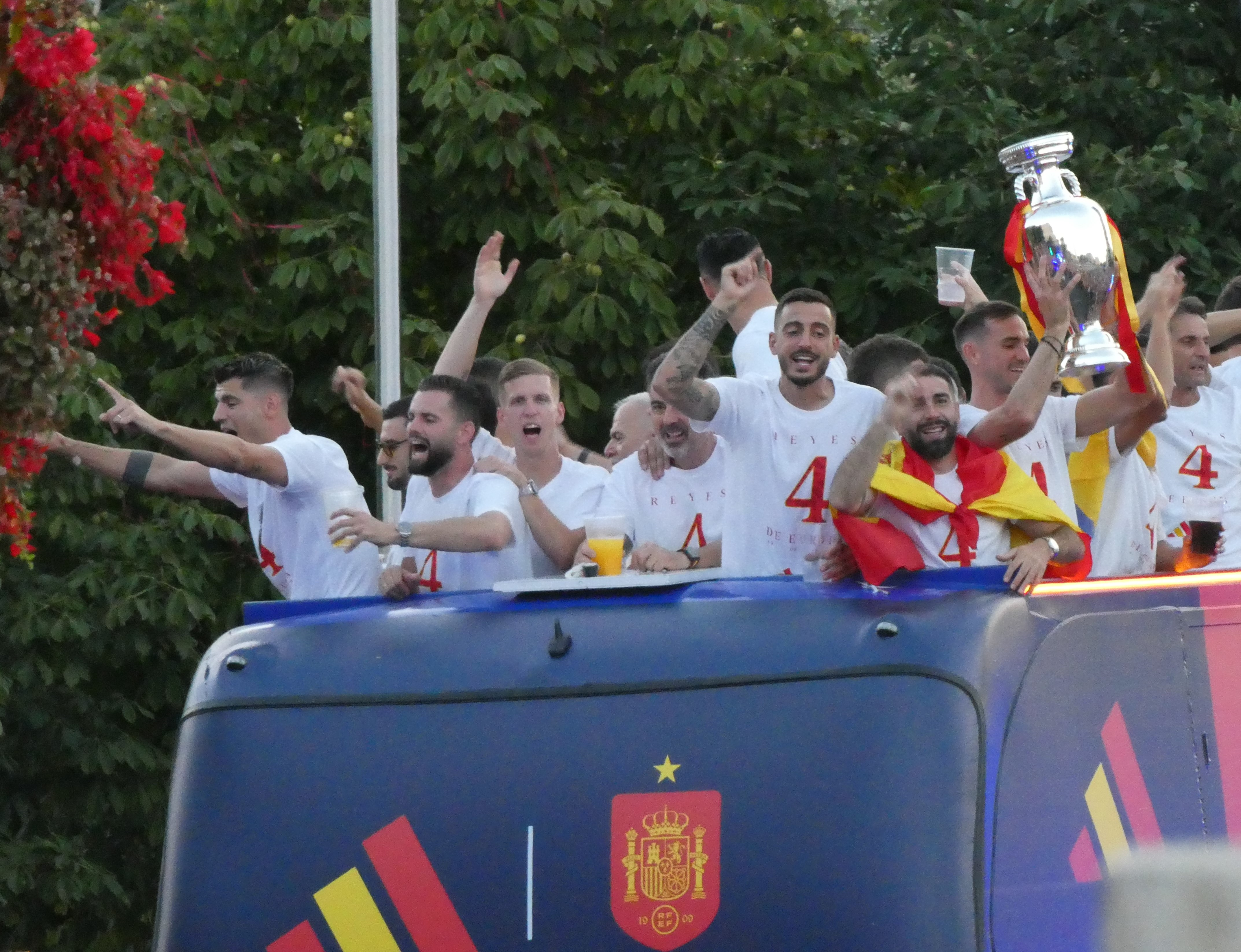
UEFA EURO 2024優勝を祝う選手（マドリードにて）

UEFA EURO 2024予選ではグループAに入り、スコットランド、ノルウェー、ジョージア、キプロスと同組になった。第2戦のスコットランド戦はスコット・マクトミネイに2ゴールを決められて0-2で敗れたが、他の7試合は全て勝利しグループA1位でUEFA EURO 2024の出場権を獲得した。
UEFA EURO 2024ではグループBに入り、初戦でクロアチアに3-0で快勝すると、第2戦は前回大会準決勝で敗れたイタリアと対戦し、55分にリッカルド・カラフィオーリのオウンゴールを誘発。そのまま1-0で逃げ切り決勝トーナメント進出を決めた。この時点でスペインはグループステージ1位通過を1番乗りで確定させた。最終戦のアルバニア戦でも前半13分にフェラン・トーレスが先制ゴールを決め、そのまま逃げ切って1-0で勝利しグループステージを3連勝で終えた。この大会でグループステージを3連勝で通過したのはスペインが唯一である。
決勝トーナメント1回戦は初出場でポルトガルを撃破する歴史的金星を挙げたジョージアと対戦した。前半18分にロビン・ル・ノルマンのオウンゴールで先制されるも、ロドリゴ・エルナンデスのゴールで前半のうちに追いつき、後半に3点を奪って4-1で逆転勝利しベスト8進出を決めた。準々決勝は2022 FIFAワールドカップ・グループE第2戦で1-1と引き分けた開催国のドイツと対戦した。前半を0-0で折り返すと、51分にダニ・オルモが先制ゴールを決める。その後も粘り強い守備で相手に得点を与えずにこのまま逃げ切ってベスト4進出が決まるかと思われたが、試合終盤の89分にクロスからの折り返しをフロリアン・ヴィルツにボレーシュートで同点ゴールを決められ、試合は延長戦にもつれ込む。スペインは延長戦でも相手に主導権を握らせず延長戦を折り返すと、このままPK戦に突入かと思われた119分にクロスからミケル・メリーノがヘディングで勝ち越しゴールを決め、残り少ない時間を最後まで凌ぎ切りベスト4進出を決めた。準決勝はフランスと対戦し、前半9分にランダル・コロ・ムアニに先制点を奪われるも、前半のうちに同点に追いついて逆転し2-1で勝利し12年ぶりの決勝進出を決めた。
決勝は欧州選手権悲願の初優勝を目指すイングランドと対戦。前半を0-0で折り返した試合は47分にニコ・ウィリアムズが先制点を奪い、12年ぶりの優勝に一歩近づく。73分に初優勝を狙うイングランドもコール・パーマーのゴールで追いつき試合は終盤へ。しかし、延長戦突入も視野に入ってきた86分に華麗なパスワークからミケル・オヤルサバルが勝ち越しゴールを奪う。残り少ない時間で相手の同点弾を最後まで許さずに2-1で勝利し、全勝で12年ぶり4回目の優勝を成し遂げた（4回目の優勝は大会史上最多）。

## チームの愛称
スペイン代表のファンからは「La Furia Roja (赤い怒り)」と呼ばれ、これは16世紀から17世紀にかけてのスペイン軍がオランダ独立の際にアントウェルペンを侵略し、破壊したことからきている。また、この「La Furia Roja」は非公式の愛称である。この他に知られている愛称としては、国技である闘牛とスペインサポーターの気性の荒さから「Los Toros (闘牛)」も用いられ、サポーターには闘牛士を意味する「Matador」や「Toreros」がある。
近年では、ルイス・アラゴネスが好んで使用した「La Roja (赤)」がメディアやサポーターに多用されている。日本においては、上記のような表記のされ方は少なく「無敵艦隊」の愛称で知られる。

## ホームスタジアム
イングランド代表（ウェンブリー・スタジアム）やフランス代表（スタッド・ド・フランス）などとは異なり、スペイン代表はホームスタジアムを持たないが、国際大会予選などの公式戦はレアル・マドリードのホームスタジアムであるエスタディオ・サンティアゴ・ベルナベウ（マドリード）で行なわれることが多い。その他にはアトレティコ・マドリードのホームスタジアムであるエスタディオ・メトロポリターノ（マドリード）、バレンシアCFのホームスタジアムであるエスタディオ・デ・メスタージャ（バレンシア）などもよく使用され、スペイン代表はエスタディオ・ビセンテ・カルデロンでの公式戦で負けたことがない。
国際親善試合ではこれらのスタジアムの他に、セビージャFCのホームスタジアムであるエスタディオ・ラモン・サンチェス・ピスフアン（セビリア）もよく使用される。大都市以外で行なわれることも多く、近年ではエスタディオ・デ・リアソール（ラ・コルーニャ）、サン・マメス・バリア（ビルバオ）、エスタディオ・ベニート・ビジャマリン（セビリア）、エスタディ・コルネリャ＝エル・プラット（バルセロナ）、エスタディオ・アノエタ（サン・セバスティアン）などが使用されている。スペイン本土外で試合が行なわれることもあり、UEFA EURO 2008予選の北アイルランド戦はカナリア諸島・グラン・カナリア島のエスタディオ・グラン・カナリア（ラス・パルマス・デ・グラン・カナリア）で行なわれた。
近年はスペインの歴史的背景にある、スペイン政府とカタルーニャ州政府との対立と、カタルーニャ独立運動を支持するFCバルセロナの選手たちはスペイン首都のマドリードでの試合中にブーイングを受けることがしばしばあるために、スペイン政府とカタルーニャ州政府の象徴的な都市であるマドリードやバルセロナでは試合は行われていない（2016年時点）。

## ユニフォームとロゴ

現在のスペイン国章

伝統的に赤に黄色のトリミングをしたものをホームでは使用している。これは赤と黄色がともにスペインの国旗に使用されているからである。なお赤と黄色はそれぞれ「血と黄金」を現している。アウェイでは過去には白、現在はブルー系を基調としたユニフォームを使用している。2014 FIFAワールドカップでオランダと対戦する際、国際サッカー連盟（FIFA）から「ホームユニフォームだとオランダとの見分けがつきにくい」と指摘されたことを受け、サードユニフォームを着用することとなった。こちらは白を基調としている。
ロゴはスペインの国章を配した黒地に黄色（金色）の縁取りをした楯の下にサッカーボールとリボンをあしらったものである。楯には黄色で1913と設立年が記され、リボンにはゴシック体でスペインサッカー連盟のイニシャル"RFEF"が記されている。前述のワールドカップ南アフリカ大会決勝戦はアウェイの紺色のユニホームで試合を行い、優勝を決めるとこの時の為に作られていた「ロゴの上に一つ星（ワールドカップ優勝回数を示す）」のホーム用の赤色のユニホームに着替え、表彰式に臨んだ。今後はこのロゴ入りのユニホームが使われる。
|                 |
| 1920年 – 1921年 |

|                 |
| 1921年 – 1922年 |

|                 |
| 1922年 – 1924年 |

|                 |
| 1924年 – 1931年 |

|                 |
| 1931年 – 1936年 |

|                 |
| 1936年 – 1938年 |

|                 |
| 1938年 – 1945年 |

|                 |
| 1945年 – 1947年 |

|                 |
| 1947年 – 1959年 |

|                 |
| 1959年 – 1981年 |

|                 |
| 1981年 – 1983年 |

|                 |
| 1984年 – 1986年 |

|                |
| 1986年– 1989年 |

|                 |
| 1990年 – 1991年 |

|                 |
| 1994年 – 1995年 |

|                 |
| 1996年 – 1997年 |

|                 |
| 1998年 – 1999年 |

|                 |
| 2000年 – 2002年 |

|                 |
| 2002年 – 2004年 |

|                 |
| 2004年 – 2006年 |

|                 |
| 2006年 – 2008年 |

|                 |
| 2008年 – 2009年 |

|                 |
| 2009年 – 2010年 |

|                 |
| 2010年 – 2011年 |

|                 |
| 2011年 – 2012年 |

|        |
| 2012年 |

|                 |
| 2012年 – 2013年 |

|                 |
| 2014年 - 2015年 |

|                 |
| 2016年 - 2017年 |

|                 |
| 2017年 - 2019年 |

|                 |
| 2020年 - 2022年 |

|          |
| 2022年 - |

## 成績
優勝     準優勝     3位/ベスト4     4位
| 大会                             | 1  | 2  | 3  | 通算 |
| -------------------------------- | -- | -- | -- | ---- |
| 夏季オリンピック                 | 0  | 1  | 0  | 1    |
| FIFAコンフェデレーションズカップ | 0  | 1  | 1  | 2    |
| FIFAワールドカップ               | 1  | 0  | 0  | 1    |
| UEFA欧州選手権                   | 4  | 1  | 1  | 6    |
| ユニバーシアード                 | 1  | 0  | 0  | 1    |
| 地中海競技大会                   | 2  | 1  | 2  | 5    |
| FIFAチーム・オブ・ザ・イヤー     | 5  | 1  | 2  | 8    |
| FIFA主催・世代別世界大会         | 3  | 5  | 3  | 11   |
| UEFA主催・世代別欧州大会         | 18 | 10 | 12 | 40   |
| 通算                             | 34 | 20 | 20 | 74   |

### FIFAワールドカップ

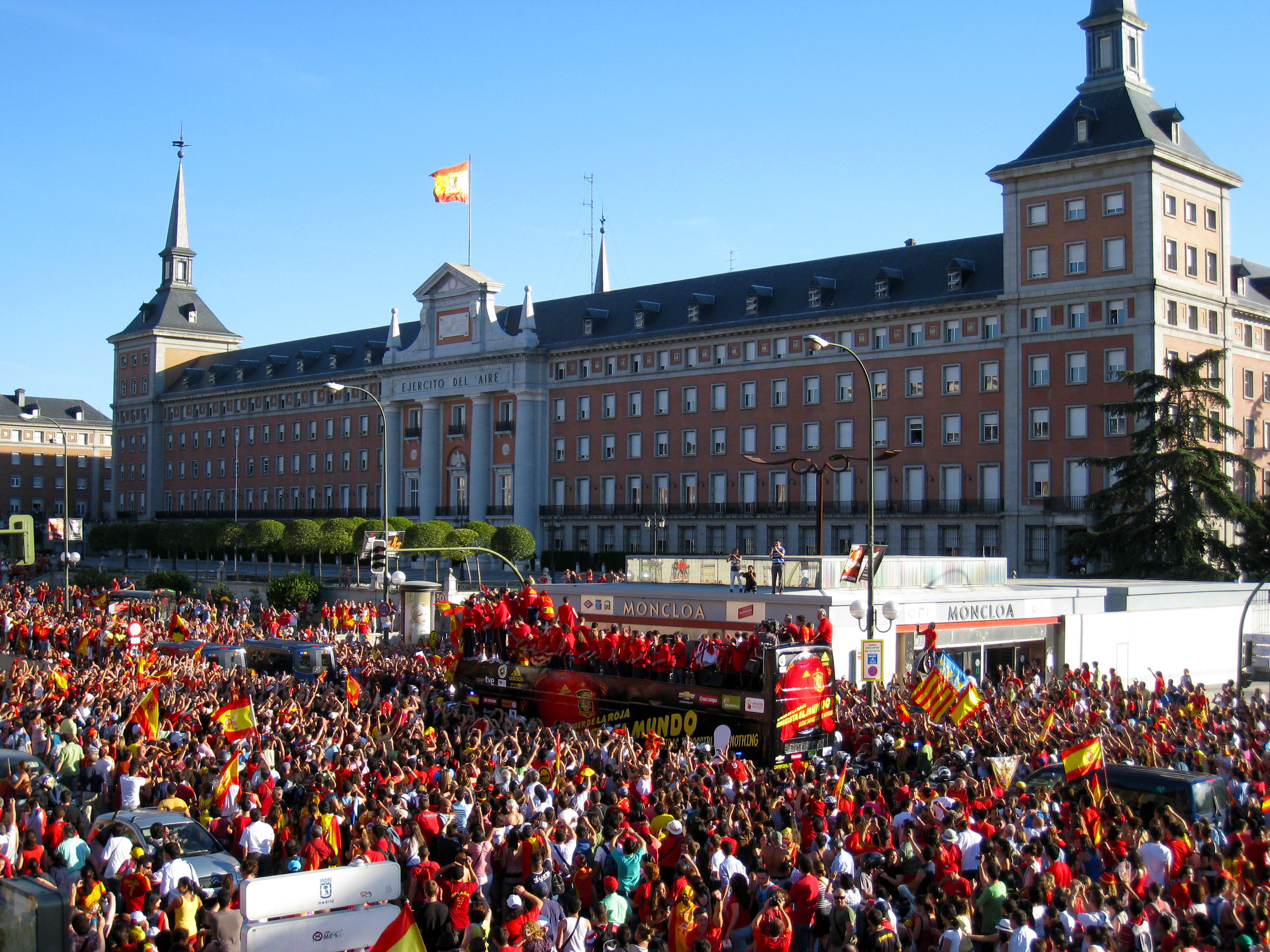
2010 FIFAワールドカップ優勝パレード

| 開催年 | 結果               | 試合       | 勝利       | 引分       | 敗戦       | 得点       | 失点       |
| ------ | ------------------ | ---------- | ---------- | ---------- | ---------- | ---------- | ---------- |
| 1930年 | 不参加             | 不参加     | 不参加     | 不参加     | 不参加     | 不参加     | 不参加     |
| 1934年 | ベスト8            | 3          | 1          | 1          | 1          | 4          | 3          |
| 1938年 | 不参加 注1         | 不参加 注1 | 不参加 注1 | 不参加 注1 | 不参加 注1 | 不参加 注1 | 不参加 注1 |
| 1950年 | 4位                | 6          | 3          | 1          | 2          | 10         | 12         |
| 1954年 | 予選敗退           | 予選敗退   | 予選敗退   | 予選敗退   | 予選敗退   | 予選敗退   | 予選敗退   |
| 1958年 | 予選敗退           | 予選敗退   | 予選敗退   | 予選敗退   | 予選敗退   | 予選敗退   | 予選敗退   |
| 1962年 | グループリーグ敗退 | 3          | 1          | 0          | 2          | 2          | 3          |
| 1966年 | グループリーグ敗退 | 3          | 1          | 0          | 2          | 4          | 5          |
| 1970年 | 予選敗退           | 予選敗退   | 予選敗退   | 予選敗退   | 予選敗退   | 予選敗退   | 予選敗退   |
| 1974年 | 予選敗退           | 予選敗退   | 予選敗退   | 予選敗退   | 予選敗退   | 予選敗退   | 予選敗退   |
| 1978年 | グループリーグ敗退 | 3          | 1          | 1          | 1          | 2          | 2          |
| 1982年 | 2次リーグ敗退      | 5          | 1          | 2          | 2          | 4          | 5          |
| 1986年 | ベスト8            | 5          | 3          | 1          | 1          | 11         | 4          |
| 1990年 | ベスト16           | 4          | 2          | 1          | 1          | 6          | 4          |
| 1994年 | ベスト8            | 5          | 2          | 2          | 1          | 10         | 6          |
| 1998年 | グループリーグ敗退 | 3          | 1          | 1          | 1          | 8          | 4          |
| 2002年 | ベスト8            | 5          | 3          | 2          | 0          | 10         | 5          |
| 2006年 | ベスト16           | 4          | 3          | 0          | 1          | 9          | 4          |
| 2010年 | 優勝               | 7          | 6          | 0          | 1          | 8          | 2          |
| 2014年 | グループリーグ敗退 | 3          | 1          | 0          | 2          | 4          | 7          |
| 2018年 | ベスト16           | 4          | 1          | 3          | 0          | 7          | 6          |
| 2022年 | ベスト16           | 4          | 1          | 2          | 1          | 9          | 3          |
| 合計   | 出場16回/優勝1回   | 67         | 31         | 17         | 19         | 108        | 75         |

注1スペイン内戦の為

### UEFA欧州選手権

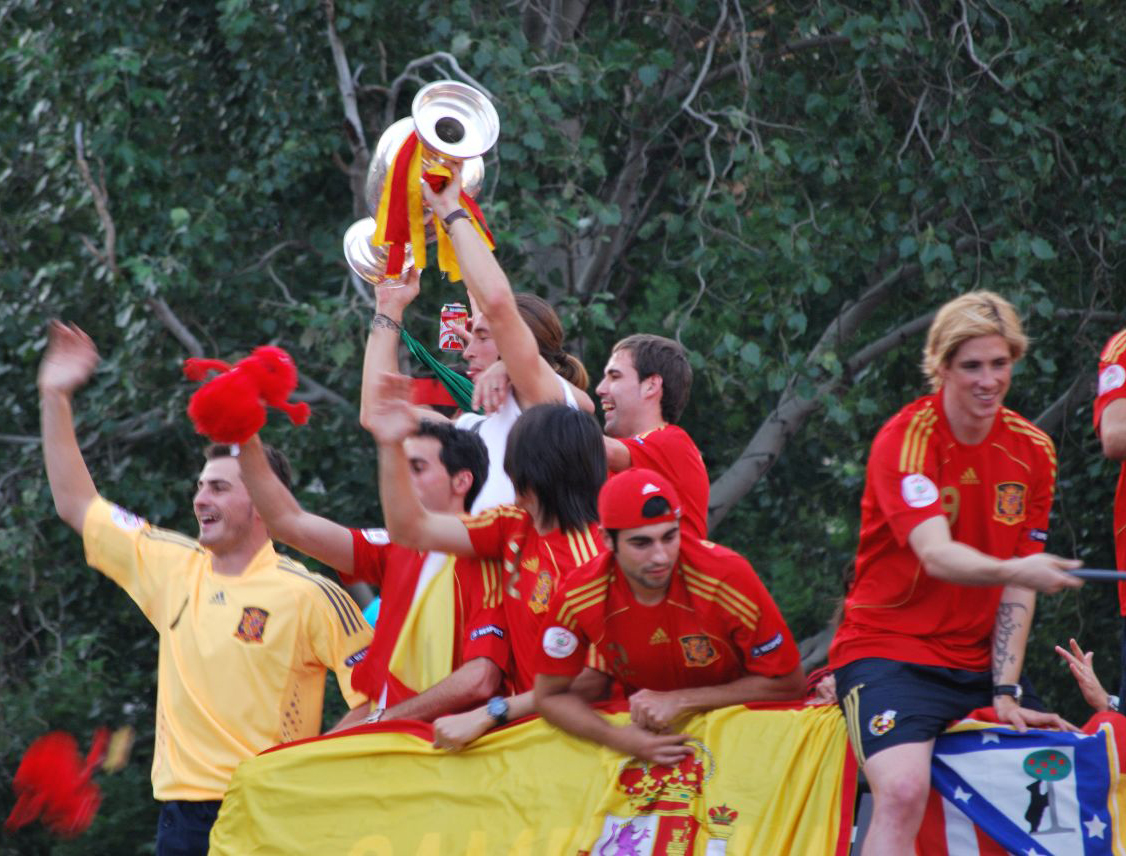
UEFA EURO 2008優勝を祝うスペイン代表チーム

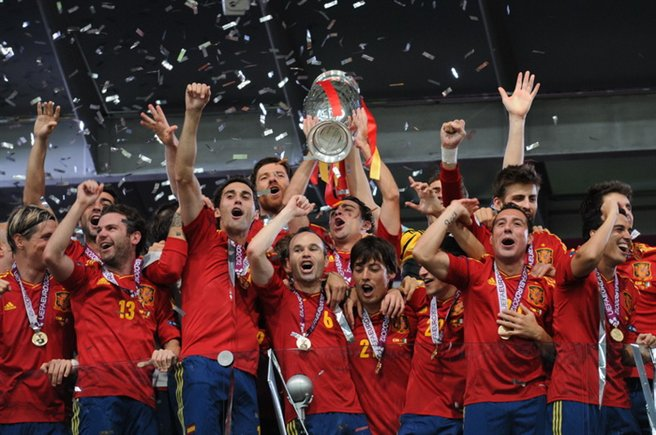
UEFA EURO 2012を制し、史上初のEURO連覇を達成した。

| 開催年 | 結果               | 試合        | 勝利        | 引分        | 敗戦        | 得点        | 失点        |
| ------ | ------------------ | ----------- | ----------- | ----------- | ----------- | ----------- | ----------- |
| 1960年 | 予選敗退注1        | 予選敗退注1 | 予選敗退注1 | 予選敗退注1 | 予選敗退注1 | 予選敗退注1 | 予選敗退注1 |
| 1964年 | 優勝               | 2           | 2           | 0           | 0           | 4           | 2           |
| 1968年 | 予選敗退           | 予選敗退    | 予選敗退    | 予選敗退    | 予選敗退    | 予選敗退    | 予選敗退    |
| 1972年 | 予選敗退           | 予選敗退    | 予選敗退    | 予選敗退    | 予選敗退    | 予選敗退    | 予選敗退    |
| 1976年 | 予選敗退           | 予選敗退    | 予選敗退    | 予選敗退    | 予選敗退    | 予選敗退    | 予選敗退    |
| 1980年 | ベスト8            | 3           | 0           | 1           | 2           | 2           | 4           |
| 1984年 | 準優勝             | 5           | 1           | 3           | 1           | 4           | 5           |
| 1988年 | グループリーグ敗退 | 3           | 1           | 0           | 2           | 3           | 5           |
| 1992年 | 予選敗退           | 予選敗退    | 予選敗退    | 予選敗退    | 予選敗退    | 予選敗退    | 予選敗退    |
| 1996年 | ベスト8            | 4           | 1           | 3           | 0           | 4           | 3           |
| 2000年 | ベスト8            | 4           | 2           | 0           | 2           | 7           | 7           |
| 2004年 | グループリーグ敗退 | 3           | 1           | 1           | 1           | 2           | 2           |
| 2008年 | 優勝               | 6           | 5           | 1           | 0           | 12          | 3           |
| 2012年 | 優勝               | 6           | 4           | 2           | 0           | 12          | 1           |
| 2016年 | ベスト16           | 4           | 2           | 0           | 2           | 5           | 4           |
| 2021年 | ベスト4            | 6           | 2           | 4           | 0           | 13          | 6           |
| 2024年 | 優勝               | 7           | 7           | 0           | 0           | 15          | 4           |
| 合計   | 出場12回/優勝4回   | 53          | 28          | 15          | 10          | 83          | 46          |

注1政治的理由により途中棄権

### FIFAコンフェデレーションズカップ
| 開催年 | 結果            | 試合 | 勝利 | 引分 | 敗戦 | 得点 | 失点 |
| ------ | --------------- | ---- | ---- | ---- | ---- | ---- | ---- |
| 2009年 | 3位             | 5    | 4    | 0    | 1    | 11   | 4    |
| 2013年 | 準優勝          | 5    | 3    | 1    | 1    | 15   | 4    |
| 合計   | 出場2回/優勝0回 | 10   | 7    | 1    | 2    | 26   | 8    |

### オリンピック
| 開催年 | 結果               | 試合               | 勝利               | 引分               | 敗戦               | 得点               | 失点               |
| ------ | ------------------ | ------------------ | ------------------ | ------------------ | ------------------ | ------------------ | ------------------ |
| 1908年 | 不参加             | 不参加             | 不参加             | 不参加             | 不参加             | 不参加             | 不参加             |
| 1912年 | 不参加             | 不参加             | 不参加             | 不参加             | 不参加             | 不参加             | 不参加             |
| 1920年 | 準優勝             | 5                  | 4                  | 0                  | 1                  | 9                  | 5                  |
| 1924年 | 1回戦              | 1                  | 0                  | 0                  | 1                  | 0                  | 1                  |
| 1928年 | ベスト8            | 3                  | 1                  | 1                  | 1                  | 9                  | 9                  |
| 1932年 | サッカー競技不実施 | サッカー競技不実施 | サッカー競技不実施 | サッカー競技不実施 | サッカー競技不実施 | サッカー競技不実施 | サッカー競技不実施 |
| 1936年 | 不参加注1          | 不参加注1          | 不参加注1          | 不参加注1          | 不参加注1          | 不参加注1          | 不参加注1          |
| 1948年 | 予選敗退           | 予選敗退           | 予選敗退           | 予選敗退           | 予選敗退           | 予選敗退           | 予選敗退           |
| 1952年 | 予選敗退           | 予選敗退           | 予選敗退           | 予選敗退           | 予選敗退           | 予選敗退           | 予選敗退           |
| 1956年 | 予選敗退           | 予選敗退           | 予選敗退           | 予選敗退           | 予選敗退           | 予選敗退           | 予選敗退           |
| 1960年 | 予選敗退           | 予選敗退           | 予選敗退           | 予選敗退           | 予選敗退           | 予選敗退           | 予選敗退           |
| 1964年 | 予選敗退           | 予選敗退           | 予選敗退           | 予選敗退           | 予選敗退           | 予選敗退           | 予選敗退           |
| 1968年 | ベスト8            | 4                  | 2                  | 1                  | 1                  | 4                  | 2                  |
| 1972年 | 予選敗退           | 予選敗退           | 予選敗退           | 予選敗退           | 予選敗退           | 予選敗退           | 予選敗退           |
| 1976年 | 1次リーグ          | 2                  | 0                  | 0                  | 2                  | 1                  | 3                  |
| 1980年 | 1次リーグ          | 3                  | 0                  | 3                  | 0                  | 2                  | 2                  |
| 1984年 | 予選敗退           | 予選敗退           | 予選敗退           | 予選敗退           | 予選敗退           | 予選敗退           | 予選敗退           |
| 1988年 | 予選敗退           | 予選敗退           | 予選敗退           | 予選敗退           | 予選敗退           | 予選敗退           | 予選敗退           |
| 合計   | 出場6回            | 18                 | 7                  | 5                  | 6                  | 25                 | 22                 |

注1スペイン内戦の為
- フル代表で臨んだのは、1928年大会までである（マルカより）

## 現招集メンバー
2024年11月15日時点。
| No. | Pos. | 選手名                           | 生年月日（年齢）       | 出場数 | ゴール | 在籍クラブ                 |
| --- | ---- | -------------------------------- | ---------------------- | ------ | ------ | -------------------------- |
| 1   | GK   | ダビド・ラヤ                     | 1995年9月15日（29歳）  | 11     | 0      | アーセナルFC               |
| 13  | GK   | アレックス・レミロ               | 1995年3月24日（29歳）  | 1      | 0      | レアル・ソシエダ           |
| 23  | GK   | ロベルト・サンチェス             | 1997年11月18日（26歳） | 2      | 0      | チェルシーFC               |
| 2   | DF   | ペドロ・ポロ                     | 1999年9月13日（25歳）  | 6      | 0      | トッテナム・ホットスパーFC |
| 3   | DF   | アレハンドロ・グリマルド         | 1995年9月20日（29歳）  | 9      | 0      | バイエル・レバークーゼン   |
| 4   | DF   | アイトール・パレデス             | 2000年4月29日（24歳）  | 0      | 0      | アスレティック・ビルバオ   |
| 5   | DF   | ダニ・ビビアン                   | 1999年7月5日（25歳）   | 8      | 0      | アスレティック・ビルバオ   |
| 12  | DF   | オスカル・ミンゲサ               | 1999年5月13日（25歳）  | 1      | 0      | セルタ・デ・ビーゴ         |
| 14  | DF   | アイメリク・ラポルテ             | 1994年5月27日（30歳）  | 40     | 2      | アル・ナスルFC             |
| 17  | DF   | マルク・ククレジャ               | 1998年7月22日（26歳）  | 13     | 0      | チェルシーFC               |
|     | DF   | パウ・クバルシ                   | 2007年1月22日（17歳）  | 4      | 0      | FCバルセロナ               |
| 6   | DF   | ミケル・メリーノ                 | 1996年6月22日（27歳）  | 31     | 2      | アーセナルFC               |
| 8   | MF   | ファビアン・ルイス               | 1996年4月3日（28歳）   | 34     | 6      | パリ・サンジェルマンFC     |
| 10  | MF   | ダニ・オルモ                     | 1998年5月7日（26歳）   | 41     | 11     | FCバルセロナ               |
| 15  | MF   | マルク・カサド                   | 2003年9月14日（20歳）  | 1      | 0      | FCバルセロナ               |
| 20  | MF   | ペドリ                           | 2002年11月25日（21歳） | 29     | 2      | FCバルセロナ               |
|     | MF   | パブロ・バリオス                 | 2003年6月15日（20歳）  | 0      | 0      | アトレティコ・マドリード   |
| 7   | FW   | アルバロ・モラタ                 | 1992年10月23日（31歳） | 83     | 37     | ACミラン                   |
| 9   | FW   | アジョセ・ペレス                 | 1993年7月29日（30歳）  | 4      | 2      | ビジャレアルCF             |
| 11  | FW   | ニコ・ウィリアムズ               | 2002年7月12日（21歳）  | 23     | 4      | アスレティック・ビルバオ   |
| 19  | FW   | ジェレミ・ピノ                   | 2002年10月20日（21歳） | 13     | 2      | ビジャレアルCF             |
| 22  | FW   | サムエル・オモロディオン         | 2004年5月5日（20歳）   | 0      | 0      | FCポルト                   |
|     | FW   | ブライアン・ヒル・サルバティエラ | 2001年2月11日（23歳）  | 4      | 0      | ジローナFC                 |
|     | FW   | ブライアン・サラゴサ             | 2001年9月9日（22歳）   | 2      | 0      | グラナダCF                 |

## タイトル
主要タイトル
- FIFAワールドカップ
優勝 (1): 2010
- UEFA欧州選手権
優勝 (4): 1964, 2008 ,2012, 2024
準優勝 (1): 1984
- UEFAネーションズリーグ
優勝 (1): 2022-23
準優勝 (1): 2020-21
- FIFAコンフェデレーションズカップ
準優勝 (1): 2013
- 夏季オリンピック
金メダル (1): 1992
銀メダル (2): 1920, 2000

その他タイトル
- FIFAフェアプレー賞
受賞 (2): 2006年、2010年
- FIFAチーム・オブ・ザ・イヤー
受賞 (5): 2008年、2009年、2010年、2011年、2012年
- アストゥリアス皇太子賞 スポーツ部門
受賞 (1): 2010年
- ローレウス世界スポーツ賞
受賞 (1): 2011年

非公式タイトル
- ワールドサッカー誌選出 ワールド・チーム・オブ・ザ・イヤー
受賞 (3): 2008年、2010年、2012年
- トロフェオ・ビセンテナリオ
優勝 (1): 2010年
- コパ・V・センテナリオ
優勝 (1): 2012年

## 無敗記録
スペイン代表は2007年2月7日から2009年6月24日まで35戦連続無敗を続け、1993年12月16日から1996年1月21日まで35戦連続無敗を続けたブラジル代表の記録に並んだ。ブラジル代表は、U-23代表を送り込んだ1996 CONCACAFゴールドカップでメキシコ代表に敗れたが、公式にA代表の敗北としてカウントされている。この敗北を除けば、ブラジル代表は1997年5月30日にノルウェー代表に敗れるまで無敗を続けており、45試合連続無敗を続けたことになる。スペイン代表とブラジル代表の無敗記録を途絶えさせたのは、いずれも北中米カリブ海サッカー連盟（CONCACAF）の所属国である。スペイン代表はアメリカ代表に敗れ、ブラジル代表はメキシコ代表に敗れた。
    勝ち     引き分け     負け
| 日付     | 対戦相手                 | スコア | 場所                                             | 大会                                               |
| -------- | ------------------------ | ------ | ------------------------------------------------ | -------------------------------------------------- |
| 2007年   |                          |        |                                                  |                                                    |
| 2月7日   | イングランド             | 1–0    | マンチェスター, オールド・トラッフォード         | 親善試合                                           |
| 3月24日  | デンマーク               | 2–1    | マドリード, サンティアゴ・ベルナベウ             | UEFA EURO 2008予選                                 |
| 3月28日  | アイスランド             | 1–0    | パルマ, イベロスタール                           | UEFA EURO 2008予選                                 |
| 6月2日   | ラトビア                 | 2–0    | リガ, スコント・スタディオン                     | UEFA EURO 2008予選                                 |
| 6月6日   | リヒテンシュタイン       | 2–0    | ファドゥーツ, ラインパーク・シュタディオン       | UEFA EURO 2008予選                                 |
| 8月22日  | ギリシャ                 | 3–2    | テッサロニキ, トゥンバ・スタジアム               | 親善試合                                           |
| 9月8日   | アイスランド             | 1–1    | レイキャヴィーク, ラウガルタルスヴェルル         | UEFA EURO 2008予選                                 |
| 9月12日  | ラトビア                 | 2–0    | オビエド, カルロス・タルティエーレ               | UEFA EURO 2008予選                                 |
| 10月13日 | デンマーク               | 3–1    | オーフス, アットレション                         | UEFA EURO 2008予選                                 |
| 10月17日 | フィンランド             | 0–0    | ヘルシンキ, オリンピック・スタジアム             | 親善試合                                           |
| 11月17日 | スウェーデン             | 3–0    | マドリード, サンティアゴ・ベルナベウ             | UEFA EURO 2008予選                                 |
| 11月21日 | 北アイルランド           | 1–0    | ラス・パルマス, グラン・カナリア                 | UEFA EURO 2008予選                                 |
| 2008年   |                          |        |                                                  |                                                    |
| 2月6日   | フランス                 | 1–0    | マラガ, ラ・ロサレーダ                           | 親善試合                                           |
| 3月26日  | イタリア                 | 1–0    | エルチェ, マルティネス・バレーロ                 | 親善試合                                           |
| 5月31日  | ペルー                   | 2–1    | ウエルバ, ヌエボ・コロンビーノ                   | 親善試合                                           |
| 6月4日   | アメリカ合衆国           | 1–0    | サンタンデール, エル・サルディネーロ             | 親善試合                                           |
| 6月10日  | ロシア                   | 4–1    | インスブルック, ティヴォリ・シュターディオン     | UEFA EURO 2008グループD                            |
| 6月14日  | スウェーデン             | 2–1    | インスブルック, ティヴォリ・シュターディオン     | UEFA EURO 2008グループD                            |
| 6月18日  | ギリシャ                 | 2–1    | ザルツブルク, レッドブル・アレーナ               | UEFA EURO 2008グループD                            |
| 6月22日  | イタリア                 | 0–0    | ウィーン, エルンスト・ハッペル・シュタディオン   | UEFA EURO 2008準々決勝                             |
| 6月26日  | ロシア                   | 3–0    | ウィーン, エルンスト・ハッペル・シュタディオン   | UEFA EURO 2008準決勝                               |
| 6月29日  | ドイツ                   | 1–0    | ウィーン, エルンスト・ハッペル・シュタディオン   | UEFA EURO 2008決勝                                 |
| 8月20日  | デンマーク               | 3–0    | コペンハーゲン, パルケン・スタディオン           | 親善試合                                           |
| 9月6日   | ボスニア・ヘルツェゴビナ | 1–0    | ムルシア, ヌエバ・コンドミーナ                   | 2010 FIFAワールドカップ・ヨーロッパ予選            |
| 9月10日  | アルメニア               | 4–0    | アルバセテ, カルロス・ベルモンテ                 | 2010 FIFAワールドカップ・ヨーロッパ予選            |
| 10月11日 | エストニア               | 3–0    | タリン, ア・ル・コック・アレーナ                 | 2010 FIFAワールドカップ・ヨーロッパ予選            |
| 10月15日 | ベルギー                 | 2–1    | ブリュッセル, ボードゥアン国王競技場             | 2010 FIFAワールドカップ・ヨーロッパ予選            |
| 11月19日 | チリ                     | 3–0    | ヴィラ＝レアル, エル・マドリガル                 | 親善試合                                           |
| 2009年   |                          |        |                                                  |                                                    |
| 2月11日  | イングランド             | 2–0    | セビージャ, サンチェス・ピスフアン               | 親善試合                                           |
| 3月28日  | トルコ                   | 1–0    | マドリード, サンティアゴ・ベルナベウ             | 2010 FIFAワールドカップ・ヨーロッパ予選            |
| 4月1日   | トルコ                   | 2–1    | イスタンブール, アリ・サミ・イェン・スタジアム   | 2010 FIFAワールドカップ・ヨーロッパ予選            |
| 6月9日   | アゼルバイジャン         | 6–0    | バクー, トフィク・バフラモフ・スタジアム         | 親善試合                                           |
| 6月14日  | ニュージーランド         | 5–0    | ルステンブルク, ロイヤル・バフォケン・スタジアム | FIFAコンフェデレーションズカップ2009グループリーグ |
| 6月17日  | イラク                   | 1–0    | ブルームフォンテーン, フリーステイト・スタジアム | FIFAコンフェデレーションズカップ2009グループリーグ |
| 6月20日  | 南アフリカ共和国         | 2–0    | ブルームフォンテーン, フリーステイト・スタジアム | FIFAコンフェデレーションズカップ2009グループリーグ |
| 6月24日  | アメリカ合衆国           | 0–2    | ブルームフォンテーン, フリーステイト・スタジアム | FIFAコンフェデレーションズカップ2009準決勝         |

## 歴代記録

### 出場数ランキング

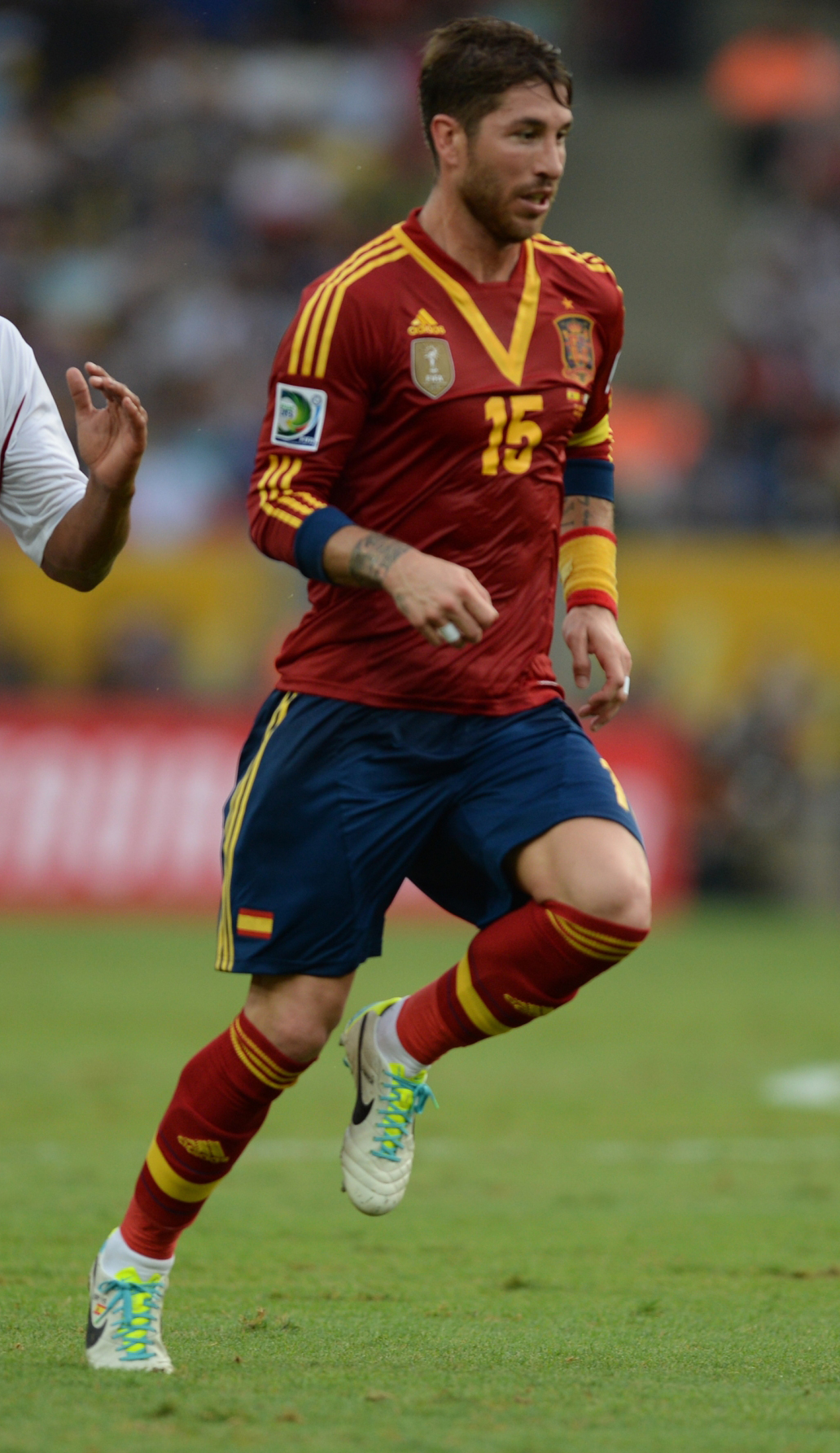
出場数歴代1位のセルヒオ・ラモス

2024年7月20日時点
| 順位 | 名前                   | 出場 | 得点 | 期間            |
| ---- | ---------------------- | ---- | ---- | --------------- |
| 1    | セルヒオ・ラモス       | 180  | 23   | 2005年 - 2023年 |
| 2    | イケル・カシージャス   | 167  | 0    | 2000年 - 2016年 |
| 3    | セルヒオ・ブスケツ     | 142  | 2    | 2009年 - 2022年 |
| 4    | シャビ・エルナンデス   | 133  | 13   | 2000年 - 2014年 |
| 5    | アンドレス・イニエスタ | 131  | 13   | 2006年 - 2018年 |
| 6    | アンドニ・スビサレッタ | 126  | 0    | 1985年 - 1998年 |
| 7    | ダビド・シルバ         | 125  | 35   | 2006年 - 2018年 |
| 8    | シャビ・アロンソ       | 114  | 16   | 2003年 - 2014年 |
| 9    | セスク・ファブレガス   | 110  | 15   | 2006年 - 2016年 |
| 9    | フェルナンド・トーレス | 110  | 38   | 2003年 - 2014年 |

### 得点数ランキング

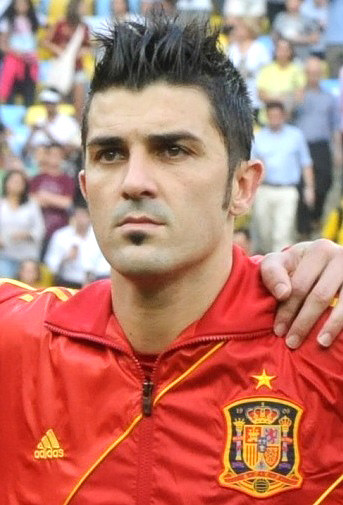
最多得点者であるダビド・ビジャ

2024年7月20日時点
| 順位 | 名前                           | 得点 | 出場 | 期間            |
| ---- | ------------------------------ | ---- | ---- | --------------- |
| 1    | ダビド・ビジャ                 | 59   | 98   | 2005年 - 2014年 |
| 2    | ラウル・ゴンサレス             | 44   | 102  | 1996年 - 2006年 |
| 3    | フェルナンド・トーレス         | 38   | 110  | 2003年 - 2014年 |
| 4    | アルバロ・モラタ               | 36   | 80   | 2014年 -        |
| 5    | ダビド・シルバ                 | 35   | 125  | 2006年 - 2018年 |
| 6    | フェルナンド・イエロ           | 29   | 89   | 1989年 - 2002年 |
| 7    | フェルナンド・モリエンテス     | 27   | 47   | 1998年 - 2007年 |
| 8    | エミリオ・ブトラゲーニョ       | 26   | 69   | 1984年 - 1992年 |
| 9    | セルヒオ・ラモス               | 23   | 180  | 2005年 - 2023年 |
| 9    | アルフレッド・ディ・ステファノ | 23   | 31   | 1957年 - 1961年 |

## 歴代監督
| 名前                           | 期間            |
| ------------------------------ | --------------- |
| フランシスコ・ブル             | 1920年          |
| ペドロ・パラヘス               | 1923年 - 1924年 |
| パウリーノ・アルカンタラ       | 1951年          |
| リカルド・サモラ               | 1952年          |
| ペドロ・エスカルティン・モラン | 1952年 - 1961年 |
| エレニオ・エレーラ             | 1959年 - 1962年 |
| ミゲル・ムニョス               | 1962年          |
| ホセ・ビジャロンガ             | 1962年 - 1966年 |
| ドミンゴ・バルマンジャ         | 1966年 - 1968年 |
| ルイス・モロウニー             | 1969年          |
| ラディスラオ・クバラ           | 1969年 - 1980年 |
| ホセ・サンタマリア             | 1980年 - 1982年 |
| ミゲル・ムニョス               | 1982年 - 1988年 |
| ルイス・スアレス               | 1988年 - 1991年 |
| ビセンテ・ミエラ               | 1991年 - 1992年 |
| ハビエル・クレメンテ           | 1992年 - 1998年 |
| ホセ・アントニオ・カマーチョ   | 1998年 - 2002年 |
| イニャキ・サエス               | 2002年 - 2004年 |
| ルイス・アラゴネス             | 2004年 - 2008年 |
| ビセンテ・デル・ボスケ         | 2008年 - 2016年 |
| フレン・ロペテギ               | 2016年 - 2018年 |
| フェルナンド・イエロ           | 2018年          |
| ルイス・エンリケ               | 2018年 - 2019年 |
| ロベルト・モレノ               | 2019年          |
| ルイス・エンリケ               | 2019年 - 2022年 |
| ルイス・デ・ラ・フエンテ       | 2022年 -        |

## 備考
大会ソング
| 大会                    | アンセム/曲            | アーティスト                               | 作曲家/レーベル            |
| ----------------------- | ---------------------- | ------------------------------------------ | -------------------------- |
| 2002 FIFAワールドカップ | "Vivimos La Selección" | オペラシオン・トリウンフォ                 | キケ・サンタンデール       |
| UEFA EURO 2004          | "Sírvame una Copita"   | カフェ・キハーノ                           | ワーナー・ミュージック     |
| UEFA EURO 2008          | "Pasar de cuartos"     | ピグノイズ                                 | ワーナー・ミュージック     |
| UEFA EURO 2012          | "No hay 2 sin 3"       | カリ&エル・ダンディー ft. ダビド・ビスバル | ユニバーサル・ミュージック |